# Eudorylas cernuus
Eudorylas cernuus är en tvåvingeart som beskrevs av Skevington 2003. Eudorylas cernuus ingår i släktet Eudorylas och familjen ögonflugor. Inga underarter finns listade i Catalogue of Life.